# Kinh tế Philippines
Kinh tế Philippines là một nền kinh tế thị trường công nghiệp mới, theo các số liệu thống kê của Quỹ Tiền tệ Quốc tế (IMF), năm 2020, quy mô nền kinh tế của quốc gia này xếp thứ 3 trong khu vực Đông Nam Á sau Indonesia và Thái Lan, đứng hạng 32 toàn cầu theo GDP danh nghĩa. Philippines được coi là một trong những con Hổ mới châu Á cùng với Indonesia, Malaysia, Việt Nam và Thái Lan. HSBC dự đoán kinh tế của Philippines có thể trở thành nền kinh tế lớn thứ 16 thế giới, lớn thứ 5 châu Á và lớn thứ 2 Đông Nam Á vào năm 2050. Tuy nhiên, triển vọng có thể trở thành hiện thực được hay không thì còn tùy thuộc vào hiệu quả hoạt động của chính phủ nước này, vốn luôn bị ảnh hưởng bởi nạn tham nhũng. Đây cũng là một trong những nền kinh tế có tốc độ tăng trưởng nhanh nhất ở Đông Nam Á cũng như toàn cầu, với tỷ lệ tăng GDP trung bình là 7,5% mỗi năm. Kinh tế Philippines thường được so sánh với nền kinh tế Ấn Độ do có nhiều những điểm tương đồng trong sự tăng trưởng nhanh và đột biến.
Các lĩnh vực quan trọng trong nền kinh tế của Philippines gồm nông nghiệp và công nghiệp, đặc biệt là chế biến thực phẩm, dệt sợi và quần áo, các bộ phận điện tử và ô tô. Ngành công nghiệp hầu như tập trung vào các thành phố xung quanh Manila, trong khi Cebu cũng đang trở thành một địa điểm hấp dẫn cho các nhà đầu tư trong nước và nước ngoài trong thời gian gần đây. Ngành khai thác mỏ cũng có tiềm năng lớn ở Philippines, sở hữu một lượng dự trữ lớn chromite, niken, đồng. Gần đây các khí gas tự nhiên đã được tìm ra và thêm vào nguồn dự trữ năng lượng.
Tại Philippine, người Philippines gốc Hoa là thế lực chi phối nền kinh tế. Họ chỉ chiếm chưa đầy 2% dân số, nhưng chiếm trên 35% kim ngạch thương mại của nước này. Đã có những người Philippines gốc Hoa làm Tổng thống như nữ Tổng thống Corazon Aquino. Thống kê năm 2000 cho thấy người Philippines gốc Hoa sở hữu hơn 50% cổ phiếu trên thị trường chứng khoán Philippines.

## Xu hướng kinh tế vĩ mô
Đây là biểu đồ xu hướng tăng tổng sản phẩm quốc nội của Philippines theo giá cả thị trường được ước tính bởi Quỹ tiền tệ quốc tế, đơn vị tính là triệu Peso Philippines.
| Năm  | GDP Triệu PhP | Tỷ giá hối đoái (USD/PhP) |
| ---- | ------------- | ------------------------- |
| 1980 | 243.749       | 7.51                      |
| 1985 | 571.883       | 18.60                     |
| 1990 | 1.074.510     | 24.32                     |
| 1995 | 1.905.951     | 25.23                     |
| 2000 | 3.354.727     | 44.19                     |
| 2005 | 5.379.251     | 55.08                     |
| 2006 | 6.048.297     | 49.23                     |
| 2007 | 6.687.249     | 40.39                     |